# Austropotamobius torrentium
Austropotamobius torrentium é uma espécie de crustáceo da família Astacidae com distribuição natural no sueste da Europa. 

## Descrição
Pode ser encontrada nos seguintes países: Austria, Bósnia e Herzegovina, Bulgária, Croácia, República Checa, Alemanha, Hungria, República da Macedónia, Roménia, Rússia, Sérvia e Montenegro, Eslováquia, Eslovénia e Suíça. 